# Lil' Son Jackson
Pour les articles homonymes, voir Jackson.
Lil' Son Jackson, né le 16 août 1915 à Tyler au Texas et mort le 30 mai 1976 à Dallas, est un chanteur et guitariste de blues américain.
Son plus grand succès, Rockin' and Rollin', a inspiré les chansons Rock Me à Muddy Waters et Rock Me Baby à B. B. King.